# Luděk Pešek
Luděk Pešek (geboren am 26. April 1919 in Kladno, Tschechoslowakei; gestorben am 4. Dezember 1999 in Zürich, Schweiz) war ein tschechischer Künstler und Schriftsteller, bekannt vor allem durch seine Space Art. Neben seiner Arbeit als Künstler und Illustrator war er Verfasser mehrerer Science-Fiction-Erzählungen.

## Leben
Luděk Pešek wuchs in der Bergwerksstadt Ostrava auf und besuchte dort auch das Gymnasium, wo ein Lehrer sein Zeichentalent erkannte und er das erste Mal einen Blick durch ein Teleskop werfen konnte. Ein weiterer früher Eindruck waren die Arbeiten von Lucien Rudaux in dessen Buch Sur les Autres Mondes. Mit 15 Jahren kaufte er eine Staffelei und begann ernsthaft zu malen. Nach dem Gymnasium studierte er an der Kunstakademie in Prag.
Als Space-Art-Künstler und wissenschaftlicher Illustrator trat Pešek erstmals mit den im Prager Verlag Artia erschienenen großformatigen Bildbänden über die Planeten des Sonnensystems (The Moon and the Planets) und die Erdgeschichte in Erscheinung, deren Texte Josef Sadil verfasste. Weiter ist zu nennen der von Pešek illustrierte Bildatlas des Sonnensystems von Bruno Stanek. Eine Reihe populärwissenschaftlicher Bücher für Jugendliche mit Texten von Peter Ryan erschien in englischen Verlagen. Pešeks Arbeiten erschienen auch wiederholt in der Zeitschrift National Geographic und im September 1981 stammte das Titelbild der Zeitschrift Omni von Pešek.
Pešek schrieb in den 1940er Jahren drei Romane, die sich mit sozialen Problemen befassten. 1966 erschien sein erster Science-Fiction-Roman Die Mondexpedition, wie die folgenden zuerst in deutscher Übersetzung. Teilweise illustrierte Pešek seine Bücher selbst. Der Roman Die Erde ist nah: Die Marsexpedition (1970) wurde 1971 mit dem Deutschen Jugendbuchpreis ausgezeichnet.
Pešek beschränkte sich in seinen Arbeiten nicht auf Space Art und Science-Fiction, so erschien 1965 ein Fotoband über die Geschichte und Natur des Libanon und der Roman Preis der Beute (1973) behandelt die Welt des Walfangs.
Seit 1953 war Luděk Pešek mit Beatrice Božena Raymannová verheiratet. Nach dem Prager Frühling emigrierte das Ehepaar in die Schweiz, wo Pešek sich einbürgern ließ. 1999 starb er im Alter von 80 Jahren.

## Ehrungen und Auszeichnungen
- 1971 Deutscher Jugendbuchpreis für den Roman Die Erde ist nah: Die Marsexpedition (1970)
- 2000 wurde der Asteroid (6584) Luděkpešek nach ihm benannt.[1]
- 2000 wurde ihm postum der Lucien Rudaux Memorial Award der International Association of Astronomical Artists verliehen.

## Bibliografie
als Autor
- Lidé v Kameni. Lukasik, Ostrava 1946.
- Tahouni. European Literary Klub, Prag 1947.
- Dražba. European Literary Klub, Prag 1948.
- Die Mondexpedition. Paulus-Verlag, Recklinghausen 1966.
- Die Erde ist nah: Die Marsexpedition. Georg Bitter Verlag, Recklinghausen 1970.
- Nur ein Stein. Beltz Verlag, Weinheim 1972.
- Preis der Beute. Beltz Verlag, Weinheim 1973.
- Eine Insel für Zwei. Beltz Verlag, Weinheim 1974.
- Flug in die Welt von Morgen. Georg Bitter Verlag, Recklinghausen 1975.
- Falle für Perseus. Beltz Verlag, Weinheim 1976.
- Einmal in längst vergangenen Zeiten. Delp, Bad Windsheim 1985, ISBN 3-7689-0223-4.

als Illustrator
- Josef Sadil: Die Planeten des Sonnensystems. Artia, Prag 1963.
- Luděk Pešek: Libanon : Sekunden und Jahrhunderte. Artia, Prag 1965.
- Josef Sadil: Planet Erde. Artia, Prag 1968.
- Bruno Stanek: Bildatlas des Sonnensystems : ferne Welten nah gesehen. Hallwag, Bern u. a. 1974.
- Peter Ryan: Planet Earth. Longman, London 1972.
- Peter Ryan: Journey to the planets. Longman, London 1972.
- Peter Ryan: The Ocean World. Penguin, Harmondsworth, Middlesex 1973.
- Luděk Pešek: Flug in die Welt von morgen. Bitter, Recklinghausen 1975, ISBN 3-7903-0206-6
- Bruno Stanek: Space Shuttles. Hallwag, Bern u. a. 1975, ISBN 3-444-10179-1.
- Peter Ryan: UFOs and Other Worlds. Kestrel Books, Harmondsworth, Middlesex 1975.
- Luděk Pešek: Messung des Unermesslichen. Bitter, Recklinghausen 1976, ISBN 3-7903-0221-X.
- Bruno Stanek: Neuland Mars. Hallwag, Bern u. a. 1976, ISBN 3-444-10197-X.
- Peter Ryan: Solar System. Penguin, London 1978.